# NGC 331
NGC 331 est une galaxie spirale barrée située dans la constellation de la Baleine. NGC 331 a été découverte par l'astronome américain Francis Leavenworth en 1886.

## Caractéristiques
Sa vitesse par rapport au fond diffus cosmologique est de 6 804 ± 24 km/s, ce qui correspond à une distance de Hubble de 100,4 ± 7,0 Mpc (∼327 millions d'al).
À ce jour, une mesure non basée sur le décalage vers le rouge (redshift) donne une distance d'environ 117,000 Mpc (∼382 millions d'al). Cette valeur est à l'extérieur, mais compatible avec les valeurs de la distance de Hubble.
NGC 331 présente une large raie HI. 

## Morphologie
Seul le professeur Seligman classe cette galaxie comme une spirale barrée et l'image de l'étude SDSS semble lui donner raison, car on voit assez clairement une barre au centre de cette galaxie.

## Identification

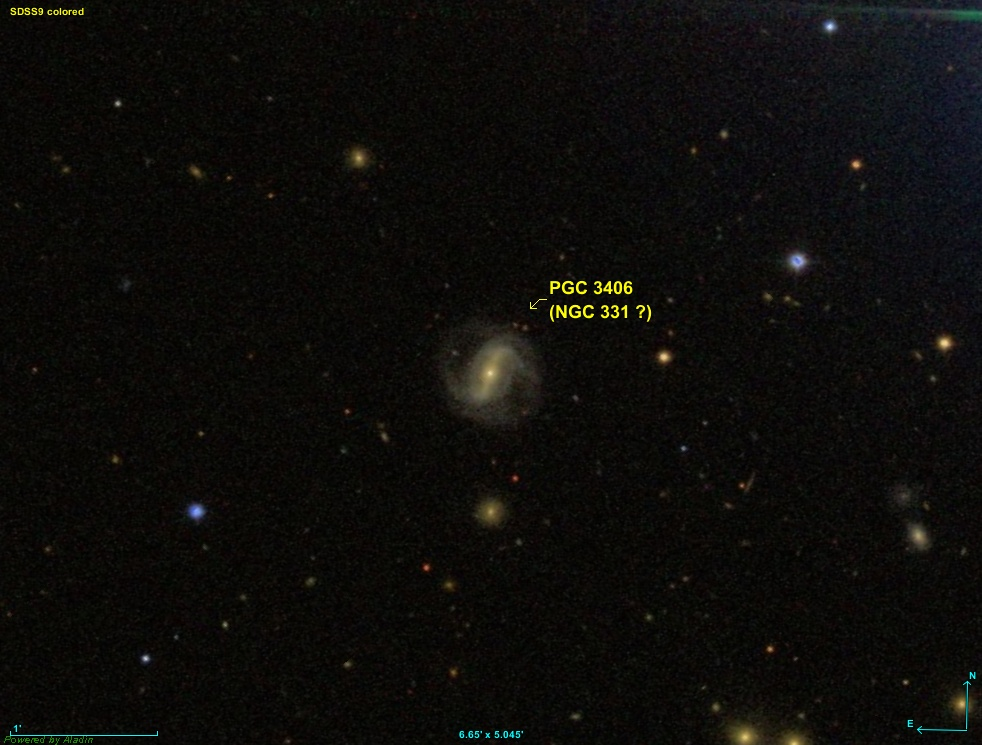
Selon Simbad NGC 331 est la galaxie PGC 3406.

NGC 331 est fort probablement la galaxie PGC 2759, mais ce n'est pas certain. La base de données Simbad lui préfère PGC 3406. La base de données NASA/IPAC Extragalactic Database (NED) identifie NGC 331 à PGC 2759 ainsi que celle de SEDS (Students for the Exploration and Development of Space), dans la section de Wolfgang Steinicke, Revised NGC and IC Catalog. Les caractéristiques de NGC 331 décrites dans cet article sont celles de PGC 2759.